# 野良連合
野良連合（のられんごう、略称：nR）は、過去に国内外や国内のeスポーツシーンで活動していた日本のプロゲーミングチーム。発足初期はPS4版レインボーシックス シージのチームとして活動。2020年8月に発生した給与未払い問題により、2021年4月以降、事実上の活動停止状態となった。

## 部門

### Rainbow Six: Siege

#### 歴史
2018年11月17日、Rogueを破り、「ESL Rainbow 6 Pro League Season8」の準決勝進出を果たし、「ESL Rainbow 6 Pro League」ベスト4に進出した最初のアジア太平洋チームとなった。2019年2月、日本チームとして初めて世界大会「Six invitational」に出場。予選を突破し、本戦出場を飾り、世界ベスト4となった。
2021年1月16日に、チームメンバーのほぼ全員がLag Gamingへ移籍し、部門は事実上の解散となった。

#### 主な戦績
- 2017 Pro League Year 2 Season 3 Japan 1位
- 2018 Pro League Season 7 Japan 1位
- 2018 Pro League Season 7 Finals ベスト8
- 2018 Six Major Paris 2018 9-12位
- 2018 Six Masters 2018 2位
- 2018 Pro League Season 8 Finals ベスト4
- 2019 Six Invitational 2019 ベスト4

### Overwatch

#### 歴史
2017年2月11日～12日、闘会議2017で行われた「オーバーウォッチ国内最強決定戦」にて準決勝に進出するもMentaL BreaKに敗北し、ベスト4に。

### Call of Duty

#### 歴史
2020年2月28日、『Call of Duty』部門の解散を発表。

### VALORANT

#### 歴史
2020年5月6日、VALORANT部門の開設を発表。「RAGE VALORANT Invitational」ではSCARZ、CYCLOPS athlete gamingを破りBEST4。しかし「RAGE VALORANT JAPAN TOURNAMENT」「GALLERIA GLOBAL CHALLENGE 2020」ではグループステージ敗退。8月8日、部門解散を発表。
2021年3月25日、『VALORANT』部門の再結成を発表。韓国人選手、韓国人コーチを迎え入れ、韓国の競技シーンへ参戦するも「VCT: VALORANT Champions Tour 2021 Korea Stage 2」でグループステージ敗退。4月17日チームの公式Twitterにて僅か1ヵ月の活動でVALROANT部門のリリースを発表。2021年4月以降、活動停止。

## 給与未払い問題

### 概要
2020年8月25日に、SNSへの投稿により野良連合の給与未払い疑惑が発覚した。これを発端に、レインボーシックス シージ、VALORANT、荒野行動 部門に過去に所属していたプレイヤー・スタッフが、Twitter上で給与の不払いによってチームを脱退した事を相次いで告発。その中には、脱退の旨をオーナーに伝える際に「野良連合の力を使って二度とeスポーツ業界に関われないように潰す」と脅迫されたという告発、「選手を簡単に辞める事はできないから脱退は認められない」と説明されたという告発、「リーグ運営元等からもらった出演料などをすべて徴収されていて全く支払われていない」などの告発もあり、更にその後脅迫しているとされる音声が投稿された。これらはSNS上で拡散され、未成年淫行・給与未払い・パワハラ・収益の私的流用疑惑について炎上騒ぎを起こした。

### 経緯
2020年8月25日　野良連合のオーナーによる給与未払い疑惑や恫喝疑惑がSNSへの投稿により発覚。
8月26日　Twitterにて、「事実が極めて大幅に誇張され」「捻じ曲げられております」と発信し疑惑を否定。
8月26日　公式ホームページ上で「スポンサー・パートナー企業」として掲載されていた「オーディオ・テクニカ」「コナミ」ら7社のロゴが26日までにすべて消滅した。スポンサー契約については、うち2社については「9月までの契約だった」と説明した。
8月30日　siege.gg によれば、この時点で『Rainbow Six: Siege』プロリーグの運営元であるUBISOFTから、「現オーナーである Kizoku が今後チーム運営に一切関わらないこと」をプロリーグ参加継続の条件として提示されていた。
8月30日　野良連合オーナーである Kizoku が本人のTwitterにて代表辞任を発表。ツイートの中で「騒動の原因の一部となっております給与未払い、野良連スキンの販売収益の私的利用について」事実無根であるとした。しかし、脱退していく選手への間違った言動があった点、選手に潤沢なお金を渡せていたなかった点、コーチに対して給与支払いの延滞があった点、一部ボランティアとしてスタッフを雇っていた点について認めた。
9月10日　『Rainbow Six: Siege』部門の元アナリストスタッフでありKizokuの友人でもある、Akidogが公式にチーム代表を引き継ぐことを発表。
2021年1月16日　『Rainbow Six: Siege』部門の選手のうち4人が野良連合を脱退。5人目の選手もその2週間後に脱退した。すでに他のコーチ・スタッフは脱退していたため、部門には選手やスタッフが一人もいなくなる。
2月2日　元『Rainbow Six: Siege』部門の選手5名がLag Gamingへ移籍加入。
2月8日　Akidog が利益相反を理由に代表辞任し、Kizoku が再び野良連合の代表を引き継いだ。
3月11日　UBISOFTが、規約違反を理由に「RAINBOW SIX ESPORTSサーキット」の参加ライセンスを剥奪したことを発表した。

### 影響
- この騒動の期間中に、チームのスポンサーは事実上すべて消滅した[11]。
- 最終的にオーナーである Kizoku は代表を辞任した。
- 『Rainbow Six: Siege』のプロリーグ「RAINBOW SIX ESPORTSサーキット」の参加のためのライセンスを剥奪された[16][17]。ライセンスは、韓国のプロeスポーツチームT1に渡されることになった[18]。
- 『Rainbow Six: Siege』部門の選手は全員 Lag Gaming へ移籍加入[15]。スタッフも全員脱退し、部門は事実上の解散となった。
- この騒動で、最終的には全部門の選手・スタッフが脱退し、チームは事実上の活動停止状態となった。

### 反響
このトラブルに関して、大手ゲームメーカーの関係者は取材に対して「スポーツの本場は欧米です。未成年者への不適当な行為は、日本以上に批判の対象」とし、「やっと日本に根付き始めてきたeスポーツ業界が、今回の件で色眼鏡で見られることがないよう、しっかり説明していただきたいと思います」と回答している。

## 活動停止
給与未払い問題によって、2021年4月以降、競技大会に参加しておらずゲーミングチームとして事実上の活動停止状態となった。